# Palacio del marqués de los Vélez y conde de la Niebla
El palacio del marqués de los Vélez es un edificio de Madrid, ubicado en la esquina de las calles San Agustín y Cervantes. Fue edificado entre 1892 y 1895 para Don Alonso Álvarez de Toledo y Caro, XV Marqués de los Vélez y XV Conde de Niebla según diseño del arquitecto Enrique Sánchez Rodríguez.
El edificio se levanta sobre los terrenos del antiguo convento capuchino de San Antonio del Prado, desamortizado en 1836 y demolido completamente en 1890. Originalmente el palacio contaba sólo de semisótano y tres plantas, y se proyectó en un sobrio estilo neobarroco, con zócalo de granito y sencilla decoración en revocos, algo más elaborada en la planta noble, con balcones abalaustrados y guardapolvos o frontones curvos sobre los vanos.
Tras la muerte sin descendencia de ambos Marqueses en 1926, el edificio fue legado a la congregación de las Esclavas del Sagrado Corazón de Jesús. Se encargó la reforma de la planta baja del palacio al arquitecto Joaquín Sainz de los Terreros, transformándose el patio de caballerizas en capilla, con un acceso propio desde la Calle San Agustín.

La decoración interior de la Capilla fue encargada a los Talleres de Arte del Hipódromo, bajo la dirección del sacerdote Félix Granda. El patio de cocheras se cubrió con un lucernario octogonal decorado con vidrieras realizadas por la Casa Maumejean, con un estilo ecléctico de influencias mozárabes para el adorno del espacio, por medio de falsos aljarfes en escayola y zócalos tallados. La zona del presbiterio fue decorada con una intricada yesería policromada en rojos y dorados, con un gran friso superior con relieves de ciervos y ángeles lampareros. El retablo, realizado en madera, bronces, mármoles y mosaico, alberga en el centro una talla en madera estofada de la Inmaculada Concepción, flaqueada por dos pequeños relieves de la Natividad de la Virgen y la Epifanía.

Interior de capilla, obra de Félix Granda en 1928
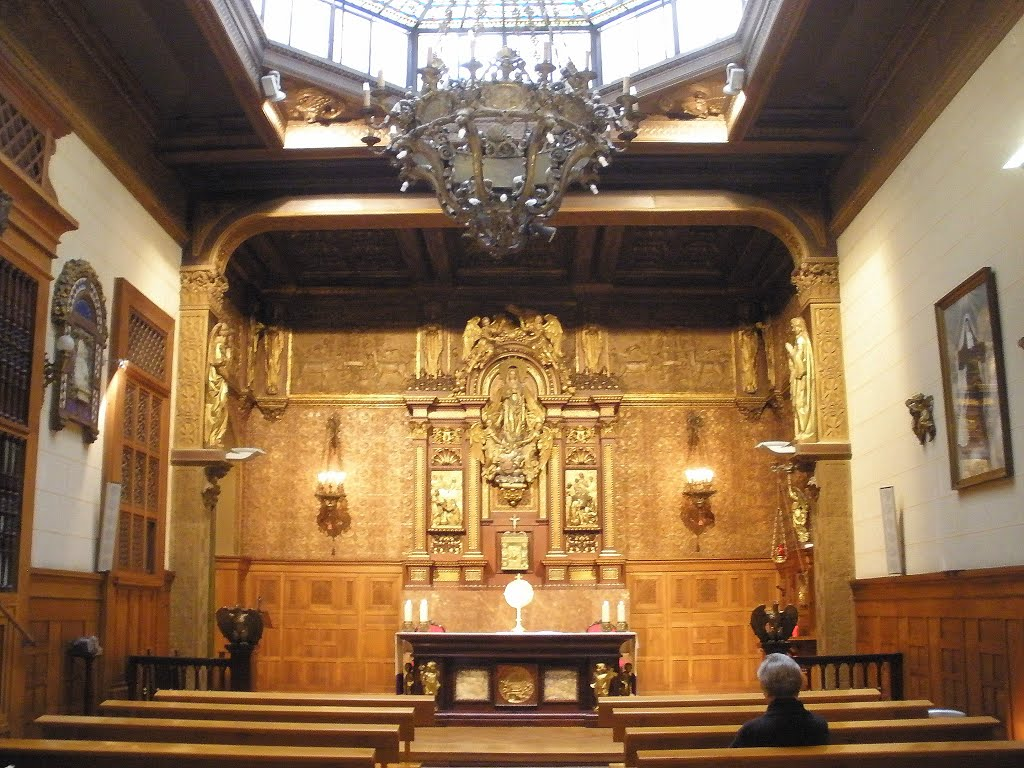
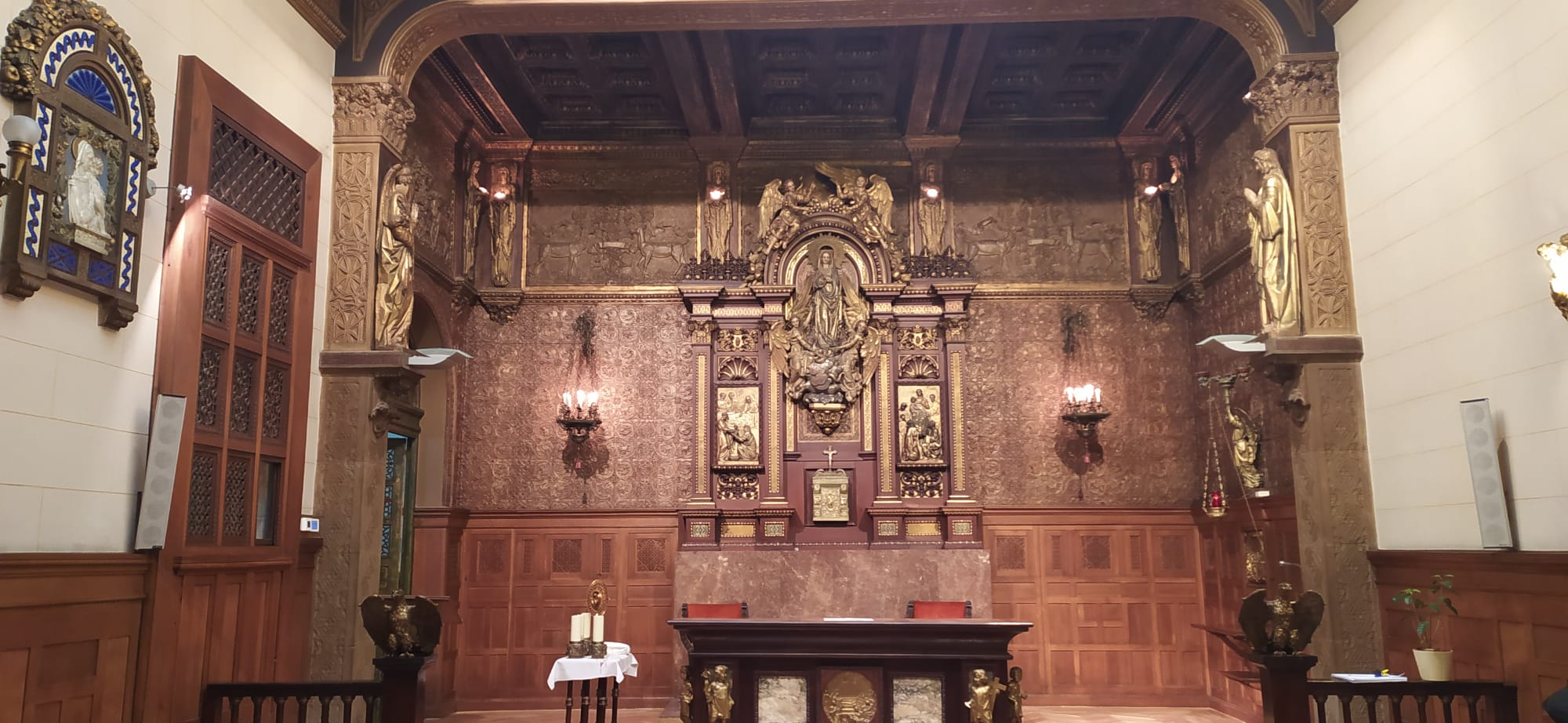
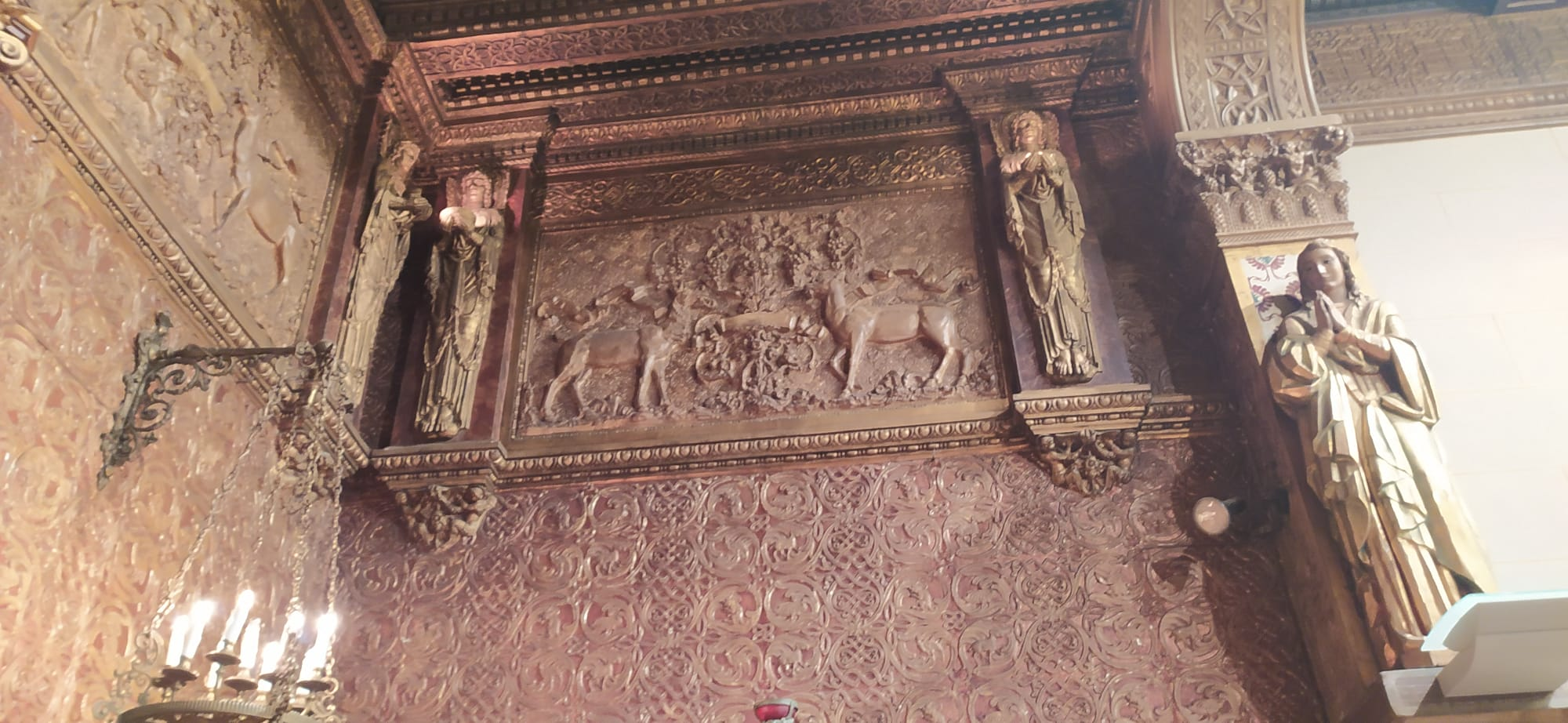
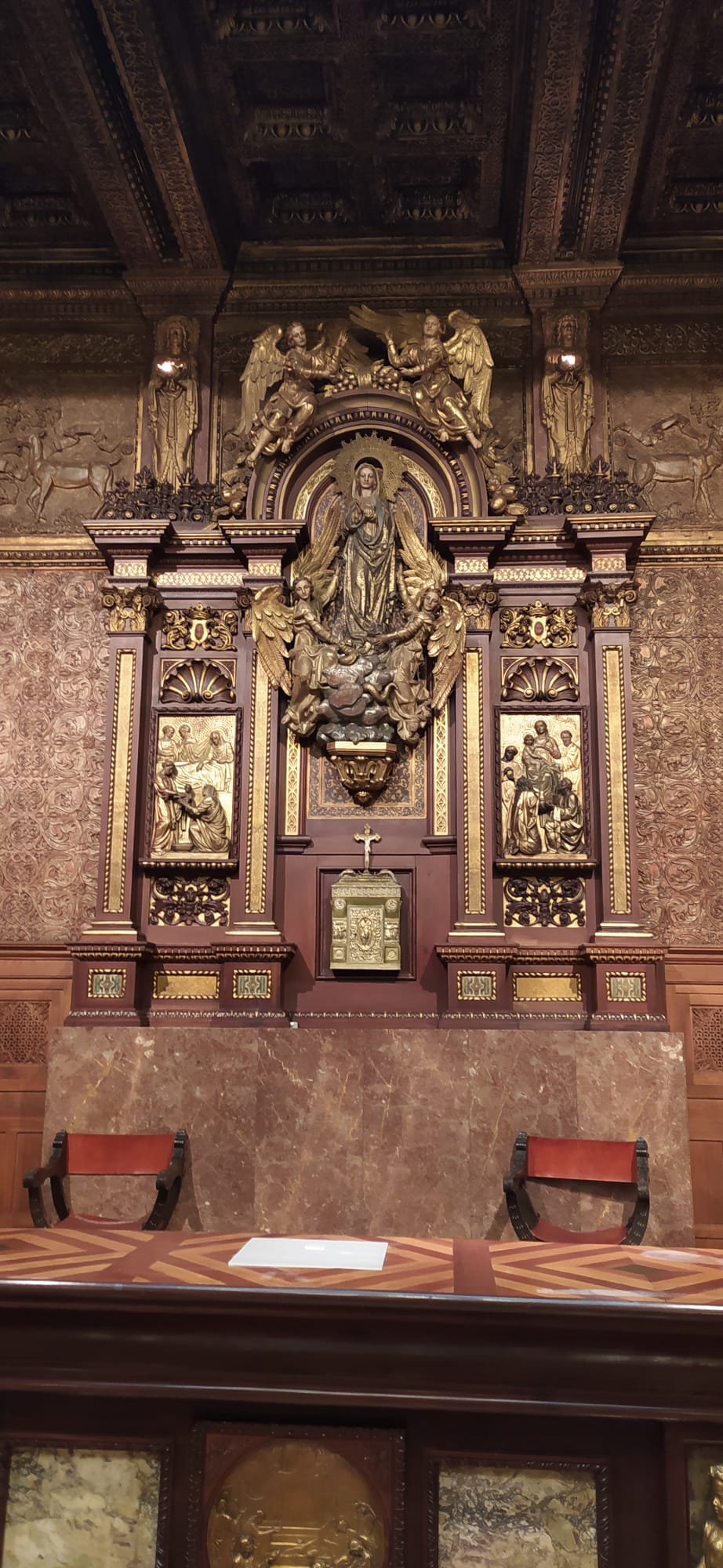
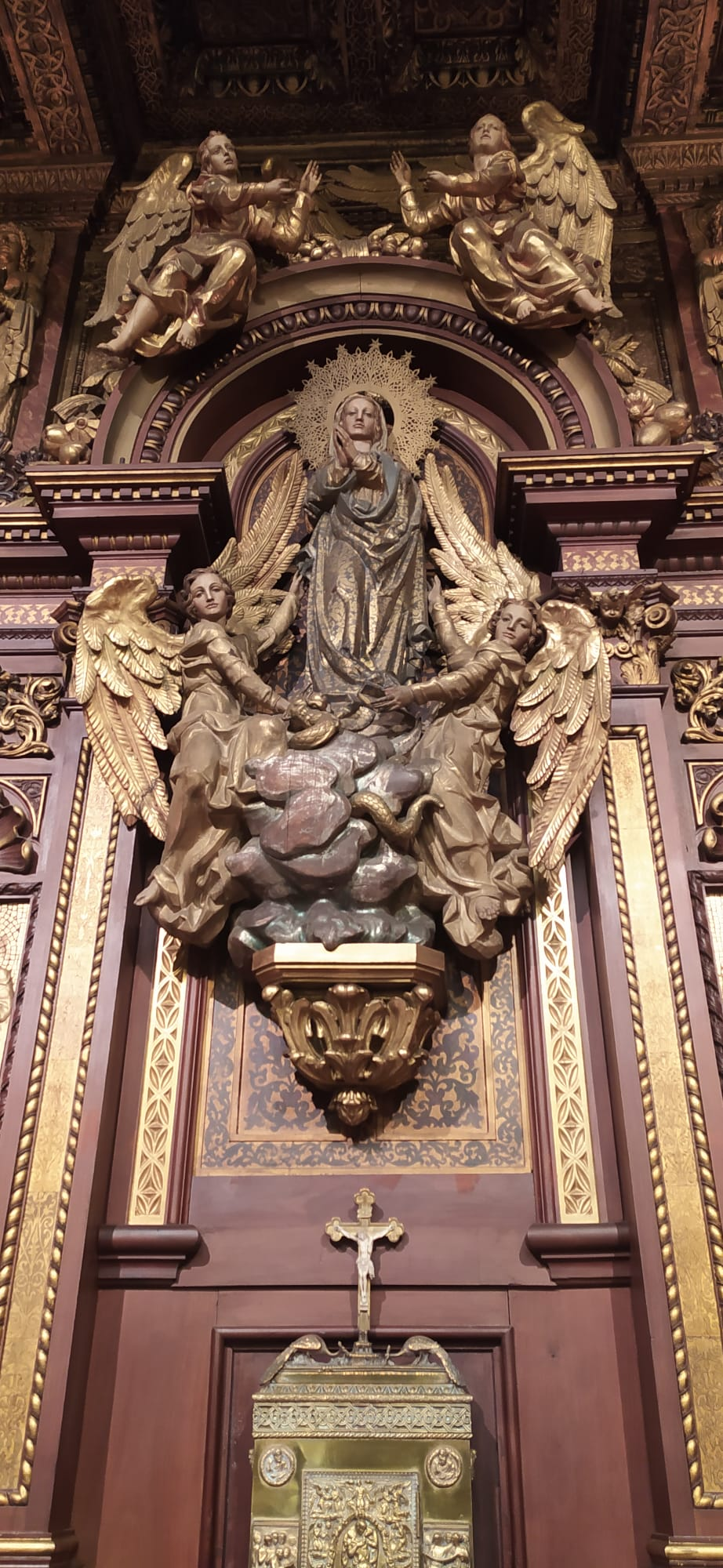
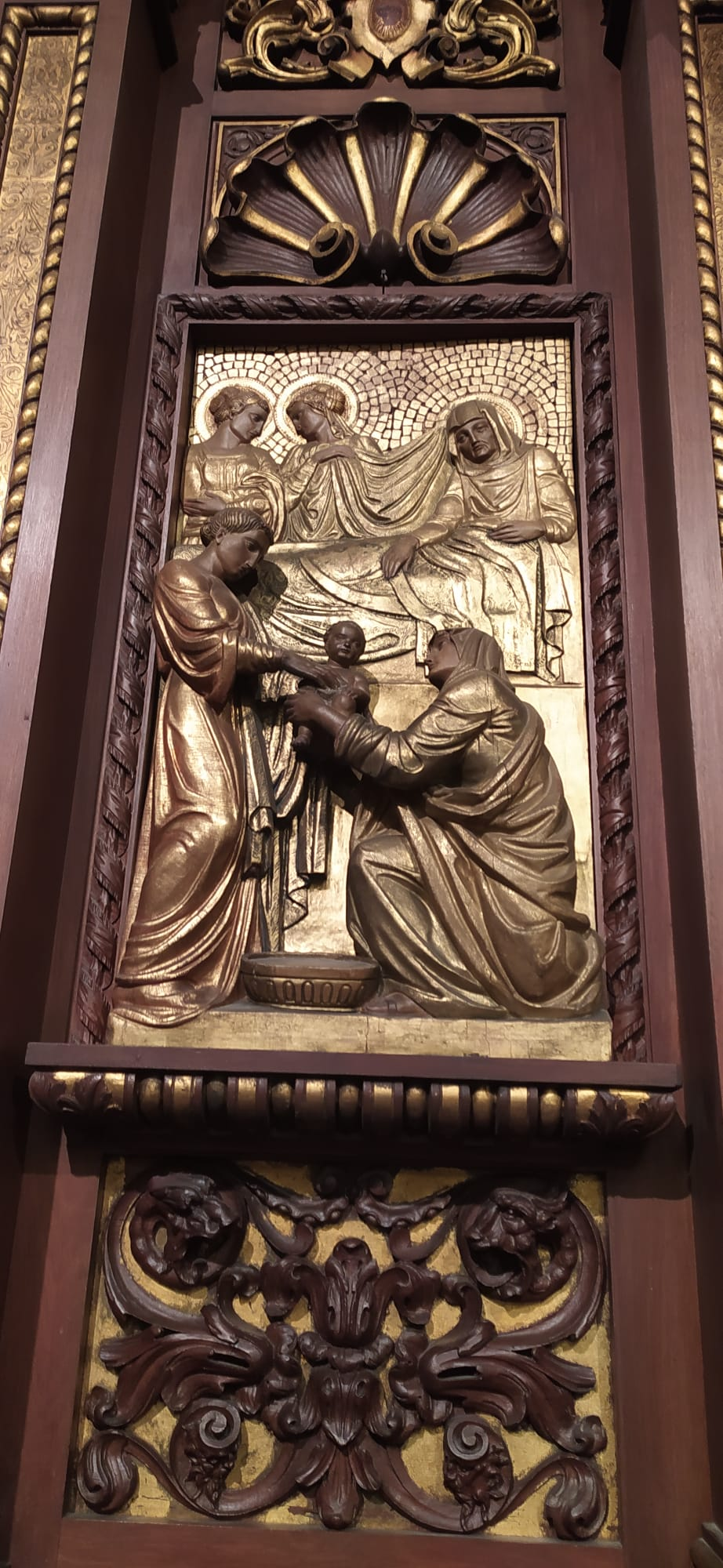
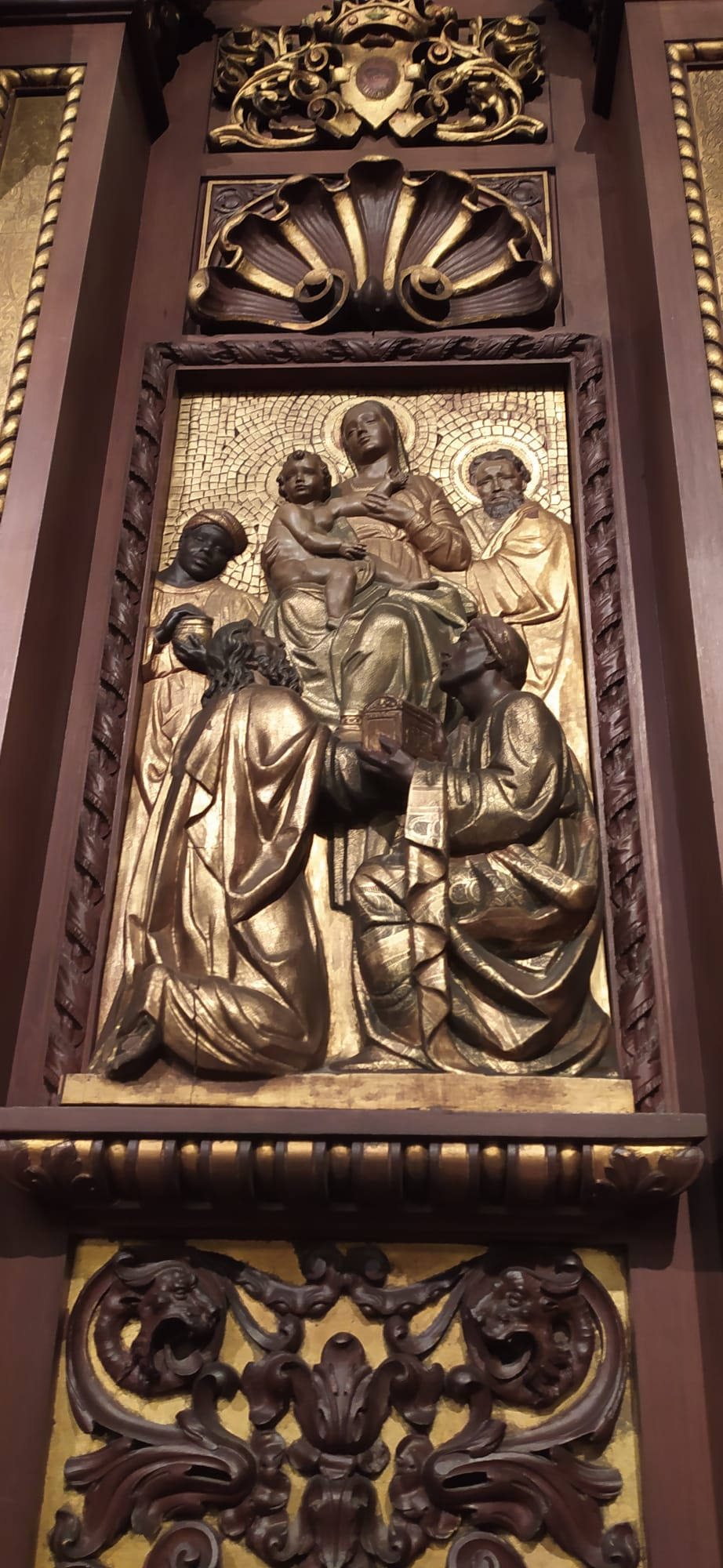

En 1940 Sainz de los Terreros añadió una planta al palacio, convertido en colegio, y en 1950 se reformó el portal según proyecto de José Yárnoz Larrosa.